# 19-й отдельный инженерный батальон
19-й отдельный инженерный батальон  — воинское подразделение Вооружённых Сил СССР во время Великой Отечественной войны. Во время ВОВ существовало два инженерных подразделения с тем же номером.

## 19-й отдельный инженерный батальон Карельского фронта
На 22.06.1941 года входил в состав 29-го инженерного полка, который 02.07.1941 был переформирован уже собственно в 19-й инженерный батальон.
В составе действующей армии с 22.06.1941 по 17.02.1943 года.
Действовал на Карельском фронте, возводил укрепления и участвовал в боях на кемском и масельском направлениях фронта.
17.02.1943 переформирован в   733-й отдельный минно-сапёрный батальон

### Подчинение
| Дата            | Фронт (округ)               | Армия                         | Корпус | Примечания                        |
| --------------- | --------------------------- | ----------------------------- | ------ | --------------------------------- |
| 22.06.1941 года | Ленинградский военный округ | -                             | -      | в составе 29-го инженерного полка |
| 01.07.1941 года | Северный фронт              | -                             | -      | в составе 29-го инженерного полка |
| 10.07.1941 года | Северный фронт              | 14-я армия                    | -      | -                                 |
| 01.08.1941 года | Северный фронт              | 14-я армия                    | -      | -                                 |
| 01.09.1941 года | Карельский фронт            | 14-я армия                    | -      | -                                 |
| 01.10.1941 года | Карельский фронт            | Кемская оперативная группа    | -      | -                                 |
| 01.11.1941 года | Карельский фронт            | Кемская оперативная группа    | -      | -                                 |
| 01.12.1941 года | Карельский фронт            | -                             | -      | -                                 |
| 01.01.1942 года | Карельский фронт            | -                             | -      | -                                 |
| 01.02.1942 года | Карельский фронт            | Масельская оперативная группа | -      | -                                 |
| 01.02.1942 года | Карельский фронт            | Масельская оперативная группа | -      | -                                 |
| 01.03.1942 года | Карельский фронт            | -                             | -      | -                                 |
| 01.04.1942 года | Карельский фронт            | -                             | -      | -                                 |
| 01.05.1942 года | Карельский фронт            | -                             | -      | -                                 |
| 01.06.1942 года | Карельский фронт            | -                             | -      | -                                 |
| 01.07.1942 года | Карельский фронт            | -                             | -      | -                                 |
| 01.08.1942 года | Карельский фронт            | -                             | -      | -                                 |
| 01.09.1942 года | Карельский фронт            | -                             | -      | -                                 |
| 01.10.1942 года | Карельский фронт            | -                             | -      | -                                 |
| 01.11.1942 года | Карельский фронт            | -                             | -      | -                                 |
| 01.12.1942 года | Карельский фронт            | -                             | -      | -                                 |
| 01.01.1943 года | Карельский фронт            | -                             | -      | -                                 |
| 01.02.1943 года | Карельский фронт            | -                             | -      | -                                 |

### Командиры
- Мохов Сергей Гаврилович (пропал без вести 29.08.1941)

## 19-й отдельный инженерный батальон 44-й армии
Переформирован из 19-го отдельного сапёрного батальона 10.03.1942 года.
В составе действующей армии с 10.03.1942 по 01.04.1943 года.
Являлся армейским инженерным батальоном 44-й армии.
С момента формирования строил и совершенствовал оборонительные укрепления на Керченском полуострове, в мае 1942 года эвакуирован на Таманский полуостров, затем в Тихорецк и Махачкалу.
С июня 1942 года – на оборонительных сооружениях от устья Терека до Гудермеса.
В начале 1943 года обеспечивает наступление войск армии на Ставрополь, затем на Ростов-на-Дону.
01.04.1943 года преобразован в 5-й гвардейский отдельный инженерный батальон.

### Подчинение
| Дата            | Фронт (округ)                              | Армия      | Корпус | Примечания |
| --------------- | ------------------------------------------ | ---------- | ------ | ---------- |
| 01.04.1942 года | Крымский фронт                             | 44-я армия | -      | -          |
| 01.05.1942 года | Крымский фронт                             | 44-я армия | -      | -          |
| 01.06.1942 года | Северо-Кавказский фронт                    | 44-я армия | -      | -          |
| 01.07.1942 года | Закавказский фронт                         | 44-я армия | -      | -          |
| 01.08.1942 года | Закавказский фронт                         | 44-я армия | -      | -          |
| 01.09.1942 года | Закавказский фронт (Северная группа войск) | 44-я армия | -      | -          |
| 01.10.1942 года | Закавказский фронт (Северная группа войск) | 44-я армия | -      | -          |
| 01.11.1942 года | Закавказский фронт (Северная группа войск) | 44-я армия | -      | -          |
| 01.12.1942 года | Закавказский фронт (Северная группа войск) | 44-я армия | -      | -          |
| 01.01.1943 года | Закавказский фронт (Северная группа войск) | 44-я армия | -      | -          |
| 01.02.1943 года | Северо-Кавказский фронт                    | 44-я армия | -      | -          |
| 01.03.1943 года | Южный фронт                                | 44-я армия | -      | -          |
| 01.04.1943 года | Южный фронт                                | 44-я армия | -      | -          |

## Другие инженерно-сапёрные формирования с тем же номером
- 19-й отдельный сапёрный батальон 2-го механизированного корпуса
- 19-й отдельный сапёрный батальон 9-го стрелкового корпуса, 44-й армии
- 19-й отдельный инженерно-сапёрный батальон 54-й инженерно-сапёрной бригады
- 19-й отдельный горный сапёрный батальон
- 19-й отдельный штурмовой инженерно-сапёрный батальон
- 19-й отдельный горный инженерно-минный батальон
- 19-й отдельный понтонно-мостовой батальон